# 杜诗详注
《杜诗详注》是清代注杜甫之詩的集大成著作，仇兆鳌著。
康熙二十八年（1689年），仇兆鳌开始着手对杜诗的校注工作。康熙三十二年（1693年），脱稿，奏请进呈康熙帝御览。康熙四十二年（1703年），《杜诗详注》付梓。康熙五十年（1711年），仇兆鳌辞吏部右侍郎还乡，途中完成《杜诗详注》的再版工作。康熙五十二年（1713年），再版《杜诗详注》。
《杜诗详注》的长处在于详尽，缺點是“烦琐冗沓”，又因尊杜太过，“凡与杜为敌者，概削不存”。施鸿保《读杜诗说》曾针对《杜诗详注》進行反駁，专纠仇注之失凡二十餘處。施鸿保评仇注曰：“初读之，觉援引繁博，考证详晰，胜于前所见钱、朱两家。读之既久，乃觉穿凿附会，冗赘处甚多。”